# 까치네 (드라마)
《까치네》는 1994년 7월 17일부터 1996년 5월 26일까지 방영된 SBS 일요아침드라마인데 당초 20여회를 목표로 시작했으나 35~45%의 높은 시청률을 기록하며 좋은 반응을 얻자 97회로 간신히 막을 내렸지만 이 과정에서 이야기의 전개가 지지부진해졌다는 지적을 받았다.
한편, 1994년 12월 25일과 1995년 1월 1일 방송된 〈축복〉 편이 작가상 운영 규정에 따라 드라마-비드라마 부문으로 변경된 제 7회 한국방송작가상(95년 3월 개최)(93년 중후반기 ~ 94년 초중반기) 드라마 부문 후보에 거론됐으나 탈락했다.

## 방송 시간
| 방송 채널 | 방송 기간                          | 방송 시간            | 방송 분량 |
| SBS TV    |                                    |                      |           |
| --------- | ---------------------------------- | -------------------- | --------- |
| SBS TV    | 1994년 7월 17일 ~ 1995년 10월 22일 | 일요일 오전 8시 30분 |           |
| SBS TV    | 1995년 10월 29일 ~ 1996년 3월 31일 | 일요일 오전 10시     |           |
| SBS TV    | 1996년 4월 7일 ~ 1996년 5월 25일   | 일요일 오전 9시 55분 |           |

## 등장 인물
- 송재호 : 백낙천 역
- 김창숙 : 이정은 역 - 낙천의 아내
- 박원숙 : 고모 역(95년 7월 16일부터 중도합류)
- 박주미 : 백소라 역 - 낙천의 큰딸
- 최재성 : 최강일 역(95년 7월 2일 방송분을 끝으로 하차)
- 정혜영 : 백장미 역 - 낙천의 작은딸
- 이승형 : 남궁민 역
- 조인표 : 방정식 역
- 신신애 : 경옥 역(95년 7월 9일 방송분을 끝으로 하차)
- 이진우 : 장영웅 역 (95년 11월 19일 방송분을 끝으로 하차)
- 이상숙
- 맹상훈 : 정영호 역
- 최호진 : 정영식 역 - 영호의 동생
- 오아랑 : 영호의 아내 역
- 신귀식 : 영호의 아버지 역
- 나오미 : 영호의 어머니 역
- 김용헌 : 김욱진 역
- 유준상 : 강만호 역(95년 7월 16일부터 중도합류)
- 심양홍 : 심달봉 역
- 박준혁 : 심인호 역 - 달봉의 아들, 장미의 친구
- 김석훈 : 경민 역 - 장미의 남자친구
- 김유철 : 최 기자 역
- 홍성숙 : 은미 역 - 소라의 대학 친구
- 견미리 : 유 부장 역(95년 7월 16일부터 중도합류했으나 11월 19일 방송분을 끝으로 하차)
- 박선영 : 오혜라 역 - 뒷날 영웅과 결혼(95년 7월 16일부터 중도합류했으나 11월 19일 방송분을 끝으로 하차)
- 박정민 : 이영은 역 - 정은의 동생
- 김희정 : 정희 역
- 홍여진 : 김미란 역(95년 7월 2일 방송분을 끝으로 하차)
- 서상익 : 남씨 역
- 원기준
- 노영국 : 찬주 역 - 경옥의 남편(95년 7월 9일 방송분을 끝으로 하차)
- 정희성 : 백시은 역 - 낙천의 조카
- 최강원 : 백석이 역 - 낙천의 조카
- 최은진 : 진주 역 - 미란의 딸
- 구본영
- 이주나
- 김상원
- 김정아 : 맹공희 역
- 김종헌 : 박도일 역(최재성 하차 후 중도합류)
- 이경영
- 황경태
- 정면
- 양재성
- 송희남
- 성동일
- 이청
- 민경조
- 옥승일
- 최수린

## 방영 목록
제1화 피아노가 있는 집
제2화 법은 멀고
제3화 춤추는 바다
제4화 그 사람의 깊은 집
제5화 갈등
제6화 청개구리
제7화 소라의 새옷
제8화 돈이 뭔지
제9화 믿으며 삽시다
제10화 새로운 시작
제11화 엄마의 선물
제12화 사랑의 꿈
제13화 말 못할 속사정
제14화 이유있는
제15화 고독
제16화 성숙한 사랑
제17화 효심
제18화 사랑과 우정사이 (전편)
제19화 사랑과 우정사이 (후편)
제20화 가을날의 동화
제21화 맞선
제22화 넌 혼자가 아냐
제23화 어떤부부
제24화 축복(전편)
제25화 축복(후편)
제26화 착각
제27화 마지막 결론(전편)
제28화 마지막 결론(후편)
제29화 광시곡
제30화 이버지와 아들
제31화 살뻬기 작전
제32화 안되는줄 알면서도
제33화 봄볕
제34화 캠퍼스의 봄
제35화 봄비는 우정을 싣고
제36화 사랑의 파수꾼
제37화 난 억울하다
제38화 우리 엄마 최고
제39화 지금은 냉방중
제40화 양손의 떡
제41화 사랑과 미움
제42화 생긴대로 삽시다
제43화 엎친데 덮치고
제44화 가든파티
제45화 너를 위한 이별
제46화 그대의 찬손
제47화 친정엄마
제48화 마음의 그림자
제49화 오해하지 말아요
제50화 사랑이 지나가면(전편)
제51화 사랑이 지나가면(후편)
제52화 바닷가 사람들
제53화 귀국
제54화 토마토 당신
제55화 피아노와 남자
제56화 반칙유발
제57화 엄마는 자랑장이
제58화 오뚜기처럼
제59화 사랑은 이제 그만
제60화 떠돌이 별(전편)
제61화 떠돌이 별(후편)
제62화 만원짜리 오백만원
제63화 이 남자를 아시나요
제64화 억울한 할미꽃
제65화 말도 살이 찐다던데
제66화 여자의 가을
제67화 남의 속도 모르고
제68화 귀 뚦으면 알지
제69화 아무진 꿈
제70화 결혼발표
제71화 내 하나의 사랑은 가고
제72화 더 아픈 배신
제73화 오줌싸개 당신
제74화 배운 도끼에 발등
제75화 일기장 속의 남자
제76화 울지않는 루돌프
제77화 송년
제78화 눈꽃사랑
제79화 세 엄마와 두아들
제80화 1000만원짜리 김치
제81화 아빠의 외딴방(전편)
제82화 아빠의 외딴방(후편)
제83화 세가지 맛사랑
제84화 불초여식
제85화 부엌 빠삐용의 생일파티
제86화 장미와 들꽃의 방정식
제87화 흑룡강 손님
제88화 결혼지참금,사랑만으론 부족한가(전편)
제89화 결혼지참금 사랑만으론 부족한가(후편)
제90화 사랑과 미움의 화학반응
제91화 절반의 만남 하나의 시작
제92화 금지된 사랑 아내의 과거
제93화 사랑 전과자
제94화 엄마의 따로국밥
제95화 이웃집 웬수
제96화 아빠없는 하늘아래
제97화 세가지맛 결론(최종회)

## 참고 사항
- 극중 최강일 역으로 나온 최재성(중도하차)은 방위병 제대 후 해당 드라마로 안방극장 복귀했다.[3]

## 결방
- 1996년 5월 5일 - 어린이날 특집드라마 <바다가 넓은 아이들> 편성[4]